# Igor Czumak
Igor Władimirowicz Czumak (ros. Игорь Владимирович Чумак, ur. 1 kwietnia 1964 we Władywostoku) – radziecki, a następnie rosyjski piłkarz ręczny. Dwukrotny złoty medalista olimpijski. Wicemistrz Świata 1990.
W trakcie swojej kariery występował w wielu rosyjskich klubach m.in. w Dynamie Astrachań, a także we francuskim Montpellier Agglomération Handball.